# Chieko Sugawara
Chieko Sugawara (jap. 菅原智恵子 Sugawara Chieko; ur. 15 sierpnia 1976 w Kesennumie) − japońska florecistka, brązowa medalistka mistrzostw świata.
Podczas mistrzostw świata w Petersburgu w 2007 roku Japonki w składzie: Kanae Ikehata, Maki Kawanishi, Yōko Makishita i Chieko Sugawara zdobyły drużynowo brązowy medal. W tej samej konkurencji była też między innymi piąta na mistrzostwach świata w Turynie w 2006 roku.
Wystartowała na igrzyskach olimpijskich w Atenach w 2004 roku, zajmując indywidualnie piętnaste miejsce. Na rozgrywanych cztery lata później igrzyskach olimpijskich w Pekinie była siódma. Brała też udział w igrzyskach olimpijskich w Londynie w 2012 roku, gdzie była siódma drużynowo, a indywidualnie odpadła w ćwierćfinale. 
Zdobyła brązowe medale we florecie drużynowym i szabli drużynowej na igrzyskach azjatyckich w Pusan w 2002 roku. Była też trzecia we florecie drużynowym na igrzyskach azjatyckich w Doha w 2006 roku.

## Ateny 2004
| Runda          | Przeciwnik        | Państwo   | Wynik |
| -------------- | ----------------- | --------- | ----- |
| Pierwsza runda | Alejandra Carbone | Argentyna | 15:6  |
| Druga runda    | Giovanna Trillini | Włochy    | 2:15  |

## Pekin 2008
| Runda          | Przeciwnik          | Państwo          | Wynik     |
| -------------- | ------------------- | ---------------- | --------- |
| Pierwsza runda | wolny los           | wolny los        | wolny los |
| Druga runda    | Jung Gil-ok         | Korea Południowa | 11:9      |
| Trzecia runda  | Carolin Golubytskyi | Niemcy           | 6:5       |
| Ćwierćfinał    | Nam Hyun-Hee        | Korea Południowa | 10:15     |

## Londyn 2012
| Runda          | Przeciwnik         | Państwo          | Wynik     |
| -------------- | ------------------ | ---------------- | --------- |
| Pierwsza runda | wolny los          | wolny los        | wolny los |
| Druga runda    | Jeon Hee-sook      | Korea Południowa | 15:13     |
| Trzecia runda  | Corinne Maîtrejean | Francja          | 15:9      |
| Ćwierćfinał    | Elisa Di Francisca | Włochy           | 9:15      |